# نیوری
 نیوری  (به انگلیسی: Newry) شهر کوچکی در ایرلند شمالی است. جمعیت این شهر ۲۷٬۴۳۳ نفر است.